# دايفيد هولاندر
دايفيد هولاندر (بالإنجليزية: David Hollander)‏ هو كاتب سيناريو ومنتج تلفزيوني ومخرج أمريكي، ولد في 16 مايو 1968 في بيتسبرغ في الولايات المتحدة.

## وصلات خارجية
- دايفيد هولاندر على موقع IMDb (الإنجليزية)
- دايفيد هولاندر على موقع ألو سيني (الفرنسية)
- دايفيد هولاندر على موقع أول موفي (الإنجليزية)
- دايفيد هولاندر على موقع أول موفي (الإنجليزية)
- دايفيد هولاندر على موقع قاعدة بيانات الأفلام السويدية (السويدية)
- دايفيد هولاندر على موقع قاعدة بيانات الفيلم (الإنجليزية)
- دايفيد هولاندر على موقع كينوبويسك (الروسية)